# Бенн, Бриттани
Бриттани «Бритт» Бенн (англ. Brittany "Britt" Benn, родилась 23 апреля 1989 года) — канадская регбистка, центровая клуба «Гуэльф Редкотс» и женских сборных Канады по регби-15 и регби-7.

## Биография

### Семья и увлечения
Родители — Пол и Донна Бенн, есть братья Майкл, Джейсон и Эван. Увлечения — выгуливание собак, походы, катание на сноуборде. Всегда в любое путешествие берёт с собой тряпичную куклу Энни.

### Образование и путь в регби
Бритт ещё в школе увлекалась хоккеем с шайбой, мечтая стать игроком национальной сборной с 2002 года, когда Канада выиграла золотые олимпийские медали. Однако спустя пару лет она занялась регби, где у неё было больше шансов пробиться в основной состав какой-либо команды. Окончила университет Гуэльфа по специальности «социология», за время обучения играла за команду университета и стала пятикратным чемпионом Онтарио, трижды бронзовым призёром студенческого чемпионата Канады, дважды серебряным призёром и один раз чемпионкой Канады. Лауреат ряда регбийных наград: член сборной звёзд Онтарио, самый ценный игрок чемпионата Онтарио, лучшая регбистка студенческого спорта Канады, член символической сборной Канады, номинант на звание «Спортсмен-студент года в Канаде» и лауреат премии «Лучший дебютант в спорте Онтарио».

### В составе сборной Канады
В основной сборной по регби-15 Бритт дебютировала в ноябре 2013 года во время большого турне, сыграв против Франции и Англии. В 2014 году на аренах «Шоунинген-Лэйк-Скул» и «Вестхиллс» в Лэнгфорде (Британская Колумбия) в составе канадской сборной участвовала в победных встречах против США. В августе 2014 года со сборной Канады дошла до финала чемпионата мира во Франции и стала обладателем серебряных медалей.
В марте 2015 года дебютировала за сборную по регби-7 на этапе Мировой серии в Атланте. В мае того же года со сборной победила на этапе в Амстердаме, заполучив путёвку на Олимпиаду в Рио. В составе канадской команды выиграла Панамериканские игры в Торонто в том же году, занеся три попытки на турнире. В мае 2016 года по итогам этапа Мировой серии во французском Клермон-Ферране попала в сборную звёзд, в рейтинге бомбардиров сборной заняла 4-е место с 9 попытками. Бронзовый призёр Олимпийских игр в Рио-де-Жанейро в составе сборной Канады (одна попытка в матче против Японии).